# George I. Briggs House
Das George I. Briggs House (auch Briggs-McDermott House) ist ein ehemaliges Wohnhaus und heutiges Museum in Bourne im Bundesstaat Massachusetts der Vereinigten Staaten. Es wurde 1981 in das National Register of Historic Places aufgenommen.

## Architektur
Das innerhalb eines 0,5 Acres (0,2 ha) großen Grundstücks auf einem Granitfundament unmittelbar am Cape Cod Canal stehende Holzhaus ist zweieinhalb Stockwerke hoch und verfügt über ein Giebeldach. Die Frontseite an der Straße wird von getäfelten Pilastern eingerahmt. Die Eingangstür wird – untypischerweise – von zwei Fenstern im Osten, aber nur einem im Westen flankiert. Im ersten Stock gibt es auf der Vorderseite nur drei, im Obergeschoss lediglich zwei Fensteröffnungen. Die anderen Seiten des Gebäudes sind ebenfalls asymmetrisch angelegt. Die Fenster sind mit schmalen Architraven und dünn ausgeführten Stürzen eingerahmt.

## Geschichte
Das Gebäude wurde 1800 von Josephus Keene zunächst als ein Haus mit eineinhalb Stockwerken errichtet und 1830 durch seinen Sohn Moses II. mit seinem heutigen Erscheinungsbild im Stil des Greek Revival von Grund auf neu gebaut. Moses war Zimmermann von Beruf und übernahm offensichtlich viele Details des Hauses aus dem Buch Practical House Carpenter von Asher Benjamin, das heute im Museum ausgestellt ist.
Der bekannteste Bewohner des Hauses war Moses’ Schwiegersohn George I. Briggs (1843–1909), der unter anderem die Verselbständigung der Stadt Bourne nach ihrer Trennung von Sandwich im Jahr 1884 führend gestaltete. Nach ihm wurde das Haus benannt. Der Marinemaler George Sidney Raleigh (1830–1925), der unter anderem Porträts von Grover Cleveland und George Dewey anfertigte und viele Regierungsdokumente illustrierte, lebte ebenfalls einige Zeit in Bourne. Er verzierte die Decken und Wände seines eigenen Hauses mit Gemälden von Indianern und Kindern sowie mit Porträts verschiedener Personen. Als sein Wohnhaus keinen freien Raum mehr bot und seine Ehefrau ihm verbot, die Küche zu verzieren, malte er im Nachbarhaus von George I. Briggs weiter. Sein Deckengemälde im Musikzimmer des George I. Briggs House ist das einzige Werk dieser Art, das in der Stadt noch erhalten ist.